# Esteban III de Iberia
Esteban III (en georgiano: სტეფანოზ III: , Paso'anoz III), de la dinastía Guaramida, fue príncipe presidente de Iberia (Kartli, Georgia oriental) de 779/780 a 786.
Esteban fue instalado por el Califa en lugar de su tío maternal Nerse que se había rebelado contra el dominio árabe. En 786, cuando el criado Cristianizado de Nerse, Abo, fue martirizado, tanto Nerse como Stephen habían desaparecido de la historia, y, con ellos, el poder de los guaramidas.
Esteban es, probablemente, el príncipe ibérico joven sin nombre mencionado por el cronista Armenio Ghevond Yerets entre los dinastas caucásicos ejecutados por el virrey árabe Khuzayma ibn Khazim.